# Cristo Rey, Michoacán de Ocampo
Cristo Rey är en ort i Mexiko.   Den ligger i kommunen Irimbo och delstaten Michoacán de Ocampo, i den södra delen av landet, 140 km väster om huvudstaden Mexico City. Cristo Rey ligger 2 210 meter över havet och antalet invånare är 168.
Terrängen runt Cristo Rey är kuperad åt sydväst, men åt nordost är den platt. Runt Cristo Rey är det ganska tätbefolkat, med 93 invånare per kvadratkilometer. Närmaste större samhälle är Ciudad Hidalgo, 9,7 km väster om Cristo Rey. I omgivningarna runt Cristo Rey växer huvudsakligen savannskog.